# Leucosiidae
Famille
Les Leucosiidae sont une famille de crabes. Elle comprend près de 500 espèces actuelles et plus de 100 fossiles dans 78 genres dont neuf fossiles.

## Liste des genres
Cryptocneminae Stimpson, 1907
- Cryptocnemus Stimpson, 1858
- Leucisca MacLeay, 1838
- Lissomorpha Ward, 1933
- Onychomorpha Stimpson, 1858

Ebaliinae Stimpson, 1871
- Acanthilia Galil, 2000
- Alox Tan & Ng, 1995
- Ancylodactyla Galil, 2004
- Afrophila Galil, 2009
- Arcania Leach, 1817
- Atlantolocia Galil, 2009
- Atlantophila Galil, 2009
- Atlantotlos Doflein, 1904
- Bellidilia Kinahan, 1856
- Callidactylus Stimpson, 1871
- Cateios Tan & Ng, 1993
- Dolos Tan & Richer de Forges, 1993
- Ebalia Leach, 1817
- Ebaliopsis Ihle, 1918
- Favus Lanchester, 1900
- Galilia Ng & Richer de Forges, 2007
- Heterolithadia Alcock, 1896
- Heteronucia Alcock, 1896
- Hiplyra Galil, 2009
- Ihleus Ovaere, 1989
- Ilia Leach, 1817
- Iliacantha Stimpson, 1871
- Ixa Leach, 1817
- Leucosilia Bell, 1855
- Lithadia Bell, 1855
- Lyphira Galil, 2009
- Merocryptoides Sakai, 1963
- Merocryptus A. Milne-Edwards, 1873
- Myra Leach, 1817
- Myrine Galil, 2001
- Myropsis Stimpson, 1871
- Nobiliela Komatsu & Takeda, 2003
- Nucia Dana, 1852
- Nuciops Serène & Soh, 1976
- Nursia Leach, 1817
- Nursilia Bell, 1855
- Oreophorus Rüppell, 1830
- Oreotlos Ihle, 1918
- Orientotlos Sakai, 1980
- Paranursia Serène & Soh, 1976
- Parilia Wood-Mason & Alcock, 1891
- Persephona Leach, 1817
- Philyra Leach, 1817
- Praebebalia Rathbun, 1911
- Praosia Tan & Ng, 1993
- Pseudomyra Capart, 1951
- Pseudophilyra Miers, 1879
- Pyrhila Galil, 2009
- Randallia Stimpson, 1857
- Raylilia Galil, 2001
- Ryphila Galil, 2009
- Speloeophoroides Melo & Torres, 1998
- Speleophorus A. Milne-Edwards, 1865
- Tanaoa Galil, 2003
- Tlos Adams & White, 1849
- Tokoyo Galil, 2003
- Toru Galil, 2003
- Uhlias Stimpson, 1871
- Urashima Galil, 2003

Leucosiinae Samouelle, 1819
- Coleusia Galil, 2006
- Euclosia Galil, 2003
- Leucosia Weber, 1795
- Seulocia Galil, 2005
- Soceulia Galil, 2006
- Urnalana Galil, 2005

Sous-famille indéterminée
- †Ampliura Morris & Collins, 1991
- †Andorina Lőrenthey, 1901
- †Duncania Portell & Collins, 2004
- †Gemmacarcinus Müller & Collins, 1991
- †Hepatinulus Ristori, 1886
- †Nucilobus Morris & Collins, 1991
- †Palaeomyra A. Milne-Edwards in Sismonda, 1861
- †Pterocarcinus Blow, 2003
- †Typilobus Stoliczka, 1871

## Référence
- Samouelle, 1819 : The entomologist’s useful compendium; or an introduction to the knowledge of British insects, comprising the best means of obtaining and preserving them, and a description of the apparatus generally used; together with the genera of Linné, and the modern method of arranging the classes Crustacea, Myriapoda, Spiders, Mites and Insects, from their affinities and structure, according to the views of Dr. Leach. Also an explanation of the terms used in entomology; a calendar of the times of appearance and usual situations of near 3,000 species of British insects; with instructions for collecting and fitting up objects for the microscope. London. p. 1-496 (texte original).

## Sources
- Ng, Guinot & Davie, 2008 : Systema Brachyurorum: Part I. An annotated checklist of extant brachyuran crabs of the world. Raffles Bulletin of Zoology Supplement, n. 17, p. 1–286.
- De Grave & al., 2009 : A Classification of Living and Fossil Genera of Decapod Crustaceans. Raffles Bulletin of Zoology Supplement, n. 21, p. 1-109.